# Idéhistorie
Idéhistorie er historien om ideernes udtryk, forandring eller betydning. Faget er nært beslægtet med tænkningens historie og med intellektuel historie. Desuden er det beslægtet med filosofi. Men hvor akademisk fagfilosofi undersøger tankers gyldighed, undersøger idehistorie de tanker der har gjort sig gældende.
Idehistorie drejer sig om, hvordan forskellige ideer gennem tiden er kommet til udtryk hos hvem, hvornår og hvor, samt hvilken udvikling og betydning de har haft. Idéhistorie er en tværfaglig disciplin, hvor man angriber ideer fra forskellige vinkler og bl.a. ser på, hvilken indflydelse de har haft på samtiden og den kulturelle og samfundsmæssige udvikling. Fx kan man undersøge, hvordan sociale, økonomiske, politiske, teknologiske og religiøse strømninger på et givent tidspunkt har haft indflydelse på en idés opståen, udformning og udvikling.
Genren idéhistorie har været kendt siden antikken, og den kommer til udtryk som refleksion over og tilbagevisning til tidligere tænkning inden for et givent område, der evt. forholdes til egen tænkning og samtid. Disciplinen idéhistorie vinder derimod først frem med institutionaliseringen af idéhistorie som fag i det 20. århundrede, hvor man går metodisk til værks efter videnskabelige normer, når man undersøger et område. Den idéhistoriske genre findes i alle kulturer, hvor der er blevet reflekteret over tidligere ideer, men selve disciplineringen af idéhistorien er et vestligt fænomen.

## Historie
I 1967 blev idéhistorie grundlagt på Århus Universitet og universitetet er det eneste, der har udbudt faget i Danmark. I 1968 gik studenterne på barrikaderne og demonstrerede for at få større studenterindflydelse og i 1970 nåede bevægelsen til Århus. Det endte siden med at professoren, Johannes Sløk, der havde givet eleverne udstrakt medindflydelse på studiet, valgte at forlade instituttet. Idéhistorie blev nu et meget socialistisk fag, hvor der blev undervist i bl.a. Karl Marx og Louis Althussers kapitallogik. Førstnævnte var eneste krav i pensum i de dage fortæller tidligere biskop Kjeld Holm i sine erindringer om studiet.
I 1970'erne og 80'erne trykte idehistorikere typisk kapitalkritik, kritisk teori og socialanalyse på Forlaget Modtryk og Forlaget Rhodos. I 1983 kom tidsskriftet Slagmark til, hvori der offentliggøres bredere idéhistorisk forskning.
I begyndelsen af 2000'erne blev antallet af humanistiske discipliner reduceret grundet økonomiske problemer, og idéhistorie blev i 2004 fusioneret med filosofi. I dag holder Institut for filosofi og idéhistorie til i Nobelparken under Århus Universitet.
I 2016 blev idehistorie obligatorisk på tekniske gymnasier i Danmark. Det havde der allerede været mulighed for med bekendtgørelsen for samme fra og med 2005, hvor nogle gymnasier begyndte med undervisning i faget. Det almene gymnasium havde også haft ambitioner om undervisning i idehistorie siden begyndelsen af 1960'erne, men det blev aldrig oprettet som fag, man nøjedes med at ministeriet bestilte en fagbog ved Johannes Sløk, Erik Lund og Mogens Pihl (1962), som lærerne så kunne undervise efter forgodtbefindende. Det er en af de få gange siden 1800-tallet at der er blevet undervist efter en ministerieudvalgt lærebog. I mange tilfælde blev bogen blot omdelt gratis til gymnasiasterne idet man tog det som en selvfølge at de læste den. Dette initiativ skulle erstatte det nys nedlagte obligatoriske fag filosofikum ved universitetet.

## Personer
Arthur Lovejoy (1873-1962) var amerikansk filosof og idehistoriker. Han var den første til at institutionalisere idehistorie. Han mente, at den intellektuelle verden stod over for to store udfordringer i 1930'erne.
- For det første stod det klart, at det ikke var muligt at opnå en endegyldig filosofisk erkendelse

- For det andet eksisterede der en specialisering inden for de humanistiske fag, der medførte en splittelse mellem fagene.

Ifølge Lovejoy var idehistorie løsningen på begge problemer. Idehistorien skulle være et alternativ til filosofien. Med idehistorie blev det ideerne og ikke opnåelsen af en endegyldig erkendelse, der blev set som den drivende kraft i historiens udvikling. Løsningen på det andet problem var, at idehistorie, som studiet af ideer på tværs af forskellige områder, kunne samle de humanistiske fag. Lovejoy var fortaler for en tilgang, der beskæftiger sig med enhedsideer. Denne tilgang går ud på, at der er universelle ideer, der findes uafhængigt af tid og sted og på et tidspunkt bliver genstand for menneskelig opdagelse. Selve sproget har en stor rolle, da det er grundlaget for menneskers virkelighedsopfattelse og mulighed for at give udtryk for ideerne. Metoden med at fokusere på enhedsideer er dog ikke længere udbredt, da der ikke længere er konsensus om, at man kan tale om ideer som selvstændige entiteter, men at de kun opstår i en menneskelig kontekst.
Johannes Sløk (1916-2001) var dansk teolog, idéhistoriker, filosof og debattør. Han var i 1967 med til at grundlægge idéhistorie som universitetsfag på Aarhus Universitet og var professor her til 1977. Johannes Sløk fandt, at der var tre slags forskningsopgaver for idéhistorie – den vertikale, den horisontale og den systematiske. For den vertikale gjaldt det, hvilke sammenhænge der kunne findes mellem samtidigt eksisterende regionale ideer. For den horisontale gjaldt det, hvordan ideerne havde ændret sig igennem det historiske forløb, hvilket godt kan ligne en beskrivelse af det arbejde, som Reinhart Koselleck bedrev under betegnelsen begrebshistorie. Det betød både hvilke funktionsændringer de havde gennemgået, og hvilke skift ideerne havde taget. Johannes Sløk så helt specifikt idéhistoriens målsætning, som et samarbejde på tværs af forskningsfelterne, for at skabe klarhed over hvad kultur egentlig er. Sløk var også tilhænger af Lovejoys idé om at studere såkaldte "enhedsideer."
Koselleck (1923-2006) var tysk historiker og en vigtig udvikler af begrebshistorien som disciplin. Han beskæftigede sig med historiske grundbegreber og fremhævede, at man ikke kan komme uden om sproget, hvis man ønsker at nærme sig en forståelse af fortiden. Sprogets begreber indgår i historisk forandring og samtidig bærer de på historie. Begrebshistorie er en form for idehistorisk praksis idet man undersøger begreber, som udtryk for ideer, over tid. Den begrebshistoriske tilgang undersøger, hvordan begreberne påvirker, er afhængig af hinanden samt, hvordan ændrer sig over tid.
Michel Foucault (1926-84) var fransk filosof og idéhistoriker. Han lod sig inspirere af tænkere som Hegel, Marx, Heidegger, Freud, Nietzsche og sin lærer Louis Althusser. Han gjorde sig fx bemærket med ideen om, at historien ikke præges af sammenhæng og udvikling men af brud og tilfældigheder. Desuden fremsatte han også tesen om ”menneskets død”, der påstod, at der inden for en diskurs findes autonome kræfter, som indskrænker menneskets frihed til at ytre sig. Han fokuserede meget på diskursive netværk, som han mente i højere grad ligger til grund for diverse magtforhold end materielle relationer og autoriteter. Foucault er eksponent for en genealogisk intellektuel historie, der understreger, hvordan teoretiske og institutionelle praksisser, historisk set, danner ramme om hvad der overhovedet er muligt at tænke.
Quentin Skinner (1940-) er politisk idéhistoriker og dimitterede fra Cambridge University i 1962, hvor han læste filosofi og politisk teori. I 1969 fik han udgivet artiklen ’Mening og forståelse i idéhistorien’, hvor han stærkt kritiserer den daværende tilgang til faget og forsøger at gøre op med tanken om enhedsideer og tendensen til kanonisering i idéhistorien. Skinner ønsker en grundigere tilgang til historien, hvor fokus i højere grad er på tænkerens intention i den historiske kontekst. Han anses som hovedmanden i den bevægelse inden for idéhistorien, som kaldes intellektuel historie, som går ud på, at idéhistorikeren skal søge at forstå en given tekst ud fra den konkrete kontekst, den er skrevet i, og hvilken mulig hensigt forfatteren havde med den.
Af kendte danske idehistorikere kan nævnes Jørgen Carlsen, Johannes Sløk, Hans-Jørgen Schanz, Lars Erslev Andersen, Peter Clemens Kjærgaard, Mikkel Thorup, Dorthe Jørgensen og Jes Bertelsen samt Jonas Holst.

## Forskning
Den idéhistoriske forskning spænder bredt og berører mange vidt forskellige videnskabelige, sociale og kulturelle emner. Det marxistiske udgangspunkt, som den danske idéhistorie var kendt for i 1970'erne, blev efter murens fald afløst af et mere tværfagligt og mangfoldigt fokus. Siden 1990’erne har den danske idéhistorie været præget af et noget mere internationalt perspektiv end tidligere. Aktuelt ses der en tendens til, at den idéhistoriske forskning udvides, både nationalt og internationalt. Interessen går ikke længere kun på de klassiske tænkere, men også på et væld af kilder, der repræsenterer et bredt udvalg af aktører, geografiske områder og perioder. Eksempler på idéhistorisk forskning er projektet ECORA, der behandler forholdet mellem økonomi, religion og videnskab, og det tværfaglige projekt Interdisciplinary Evolution Studies. Andre idéhistoriske emneområder er modernitet, vores kropsopfattelse, den danske enevælde, sociale forhold og politik. I Danmark er der en stigende interesse for identitetspolitik, postkolonialisme, feminisme og marxisme inden for idehistorien. ,..
- Politisk idehistorie[21]
- Økonomisk idehistorie[22]
- De sociale ideers historie
- De religiøse ideers historie
- Filosofihistorie
- Naturvidenskabernes idehistorie
- Pædagogikkens idehistorie
- Æstetikkens idehistorie
- Teknologihistorie
- Global idehistorie[23]

Mulighederne er dog i princippet næsten ubegrænsede. Idéhistoriske forskere er stærkt repræsenteret i tværfaglige forskningsprojekter, hvor der f.eks. samarbejdes med filosoffer, psykologer, antropologer, teologer, økonomer, historikere, biologer, arkæologer og fysikere. De beskæftiger sig især med tværfaglige og omsiggribende problemstillinger som globalisering, retfærdighed, velfærd og bæredygtighed.

## Formidling
Formidlingen af idéhistorisk viden sker på mange niveauer i Danmark. Idéhistorie indgår typisk i tværvidenskabelige og tværfaglige sammenhænge. Det kan gøre det svært at finde et rent idéhistorisk projekt, men det, som idéhistorie netop kan, er at belyse sammenhænge på tværs af tid og emner, og derfor er det relevant både for den almene dannelse og forskningsprojekter. På de danske folkehøjskoler er der gennem knap 200 år blevet lagt stor vægt på den
almene dannelse. I den forbindelse spiller idéhistorie en stor rolle, da den kan formidle viden om filosofi, kultur, politik, samfund og historie. En højskole med tradition for idéhistorisk formidling er Testrup Højskole. Hertil kommer undervisningen i idehistorie på tekniske gymnasier i Danmark.

### Bøger og artikler på dansk
- Amdisen, Paw, Morten Riis og Lars Gorzelak(red.): Et menneske lades ikke i ro. Aarhus Universitetsforlag, 2006
- Amdisen, Paw, Jonas Holst og Jens Viggo Nielsen (2009). “At tænke eksistensen”. Aarhus Universitetsforlag
- Andersen, Casper, Simona Zetterberg-Nielsen og Valdemar Nielsen Pold (2023): Litteratur og idehistorie. Baggrund
- Barrett, Inger (2008): Den lodrette beståen - europæisk kultur og idehistorie. København: Eksistensen
- Dalsgaard, Esben & Anders Sørensen (2001): “Idehistorie og filosofi - forskelle og ligheder”, Aarhus Universitet
- Damkjær, Nicklas Weis & Mathias Hein Jessen, Thomas Palmelund Johansen, Eva Krause Jørgensen, Esben Bøgh Sørensen (Eds.) (2013). Marxismen efter Marx: Tolv strømninger i det 20. århundrede. Frydenlund Academic.
- Dias, Tobias & Magnus Møller Ziegler (red.)(2018): Karl Marx. Aarhus: Slagmark
- Eskildsen, Birgitte (2008): Paradise Lost: Stormen på Galilæas Sø-en bibelsk fortælling om brud på sprogets dybdegrammatiske regler. Slagmark-Tidsskrift for idéhistorie, 15-30, 2008
- Foucault, Michel (2009). Biopolitikkens fødsel. København: Hans Reitzels Forlag
- Flohr, Mikkel & Benjamin Ask Popp-Madsen, Kasper Mikael Jacek & Mathias Hein Jessen (2017): Den russiske revolution. Slagmark
- Foucault, Michel (1994): “Viljen til viden - seksualitetens historie”. Det lille Forlag
- Foucault, Michel (2003): "Galskabens historie". Det lille Forlag.
- Foucault, Michel (2002). “Overvågning og straf - fængslets historie”. DET lille FORLAG
- Gregersen, Frans mfl (1994): Idehistorie. Ideer og strømninger i det 20. århundrede I-II. Amanda
- Grumsen, Stine & Hans Henrik Hjermitslev (2007) "Institut for Idehistorie 1967-2004" i Slagmark, nr. 50
- Holst, Jonas (2015): “Venskab”. Aarhus Universitetsforlag
- Huusom, Ulrik (2019): Idéhistorien. Tekne-logi. Tid. Tænkning. Forlaget Liebhaverbøger
- Fabian, Louise, Anne Engelst Nørgaard og Bjarke Skærlund Risager(2015). Sociale bevægelser og politisk protest. Slagmark
- Harste, Gorm (2002): Systemteoriens idehistorie. Passage-Tidsskrift for litteratur og kritik, 17 (42)
- Høiris, Ole (2010): Antropologiens idéhistorie. Aarhus Universitetsforlag
- Høiris, Ole (2016): Ideer om menneskets oprindelse - fra det gamle testamente til senmoderne videnskab. Aarhus Universitetsforlag
- Høiris, Ole (2021): 'Den vilde' i europæisk idehistorie. Aarhus Universitetsforlag
- Jensen, Hans Siggaard & Ole Knudsen & Frederik Stjernfelt (2006): Tankens magt, Vestens idéhistorie 1-3, København, HR .
- Johansen, Thomas Palmelund & Esben Bøgh Sørensen (red)(2018): Arbejdets idehistorie. Slagmark
- Jørgensen, Dorte (2006): Historien som værk. AUF
- Kant, Immanuel (2017): Oplysning, historie, fremskridt. Slagmark. Oversat af Morten Haugaard Jeppesen, indledning ved Morten Haugaard Jeppesen og Carsten Fogh Nielsen
- Korsgaard, Ove & Hans Siggard Jensen & Jens Erik Kristensen (2017): Pædagogikkens idéhistorie. Aarhus: Aarhus Universitetsforlag, 1. udgave
- Koselleck, Reinhart (2007). Begreber, tid og erfaring. København: Hans Reitzels Forlag.
- Rune Engelbreth Larsen (1994): Forsvar for verden. Forlaget Borgen
- Rune Engelbreth Larsen (2006): Renæssancen og humanismens rødder. Aarhus Universitetsforlag
- Liedman, Sven-Eric (1999): De politiske ideers historie: fra Platon til kommunismens fald. GAD
- Liedman, Sven-Eric (2000): I skyggen af fremtiden: Modernitetens idehistorie. Gad
- Morsing, Ole (2020): Kierkegaards samfundskamp. Klim
- Nevers, Jesper (2013): Det produktive samfund: Seks kapitler af industrialiseringens idéhistorie. Syddansk Universitetsforlag
- Pécseli, Benedicta (2013): Idehistorie for de pædagogiske fag. Gyldendal
- Pedersen, Alex Young & Casper Andersen & Jakob Bek-Thomsen (2018). Idéhistorie: En grundbog. Systime.
- Schanz, Hans-Jørgen (2017): Ånd. Klim
- Schanz, Hans Jørgen (2018): Træk af behovsproblematikkens idehistorie med særligt henblik på Marx og Engels. København: L&R
- Schanz, Hans Jørgen (2018): Karl Marx i tilbageblik efter murens fald. L&R
- Schanz, Hans Jørgen (2019): Til rekonstruktionen af kritikken af den politiske økonomis omfangslogiske status. L&R
- Skinner, Quentin (2009): Politik og historie. Gyldendal
- Sløk, Johannes (2008): Gud, menneske, kosmos: Om idéhistorie. København: Gyldendal
- Sløk, Johannes & Mogens Pihl & Erik Lund (2020): De europæiske ideers historie. Gyldendal
- Stybe, Svend Erik (2000). Idehistorie. Gyldendal
- Sørensen, Aksel (1985): Sløjd. Træk af fagets idehistorie. Dansk Skolesløjds Forlag
- Sørensen, Jonas Holst (2004). At tænke ud fra og omkring sprogets midte. Slagmark - Tidsskrift for idéhistorie, (40), 119–134.
- Sørensen, Mads P., Peter Bjørntoft, Ulf V. Olsen (1998): Kodeord Marx - nye læsninger. Modtryk
- Thielst, Peter (2008): Kroppens idéhistorie. Det lille forlag
- Thielst, Peter (2011): Sexualitetens idéhistorie . Det lille Forlag
- Thorup, Mikkel (2016): Statens idehistorie. AU Forlag
- Thorup, Mikkel & Casper John Andersen (red)(2018). Global idehistorie. Aarhus: Baggrund
- Thorup, Mikkel (2019): “Hvad er idehistorie?”. Slagmark
- Thorup, Mikkel (2020): Antifeminisme: kvindehad i lighedens tidsalder. Antipyrine
- Thorup, Mikkel (red)(2020): Kønnets idehistorie. Baggrund
- Thorup, Mikkel & Jakob Bek-Thomsen (2021): Klimaets idehistorie. Baggrund
- Thorup, Mikkel (2022): “Kampen om identitetspolitik”. Klim
- Thorup, Mikkel, Jakob Bek-Thomsen, Casper John Andersen & Peter Aaboe Sørensen (red.)(2022), Tankens glæde: - Efterskrift til Hans Jørgen Schanz. Klim.
- Toulmin, Stephen & June Goodfield (1964): Verdensbilledet. Astronomiens idéhistorie. Steen Hasselbachs Forlag
- Ziegler, Magnus Møller, Jakob Bek-Thomsen og Bertel Nygaard et al (2022): Kapitalen på dansk. Slagmark

Bøger på norsk
- Varkøy, Øjvind (2015) Hvorfor musikk, En musikkpedagogisk idéhistorie. Gyldendal

### Tidskrifter
- Slagmark. Danske idéhistorisk tidsskrift, der har eksisteret siden 1983. Opstod i miljøet omkring institut for Idéhistorie ved Aarhus Universitet. Slagmark dækker hovedområderne indenfor den vestlige idéhistorie og udkommer tre gange om året.
- Semikolon og Tingen. Studenterblade der henvender sig til især bachelor- og kandidatstuderende ved Idéhistorie ved Aarhus Universitet.
- Journal of the History of Ideas. Det ældste og mest anerkendte internationale tidsskrift i feltet.